# Boophis albilabris
A Boophis albilabris a kétéltűek (Amphibia) osztályába, a békák (Anura) rendjébe és az Aranybékafélék (Mantellidae) családjába tartozó faj. Nevét a latin alba (fehér) és a labrum (ajak) szavak összetételével kapta, ami a szája szélén látható fehér sávra utal.

## Előfordulása
A faj Madagaszkár endemikus faja. Természetes élőhelye szubtrópusi vagy trópusi párás síkvidéki vagy hegyvidéki erdők, folyók, időszakos vízfolyások, lepusztult erdők. A fajt élőhelyének elvesztése fenyegeti.

## Megjelenése
A faj egyedeinek mérete hímek esetében 43–73 mm, nőstények esetében 68–81 mm, egyes egyedek mérete elérheti a 93 mm-t is. Hátának színe zöldesszürke vagy barnás, időnként barna pöttyökkel. Oldala fehéres, hasa fehér vagy sárgás színű. 